# 栖霞桥
栖霞桥是广西壮族自治区桂林市七星区一座跨小东江的桥梁，因其位于栖霞路而得名，曾称新桥，是连接城东与城中心的交通要道。

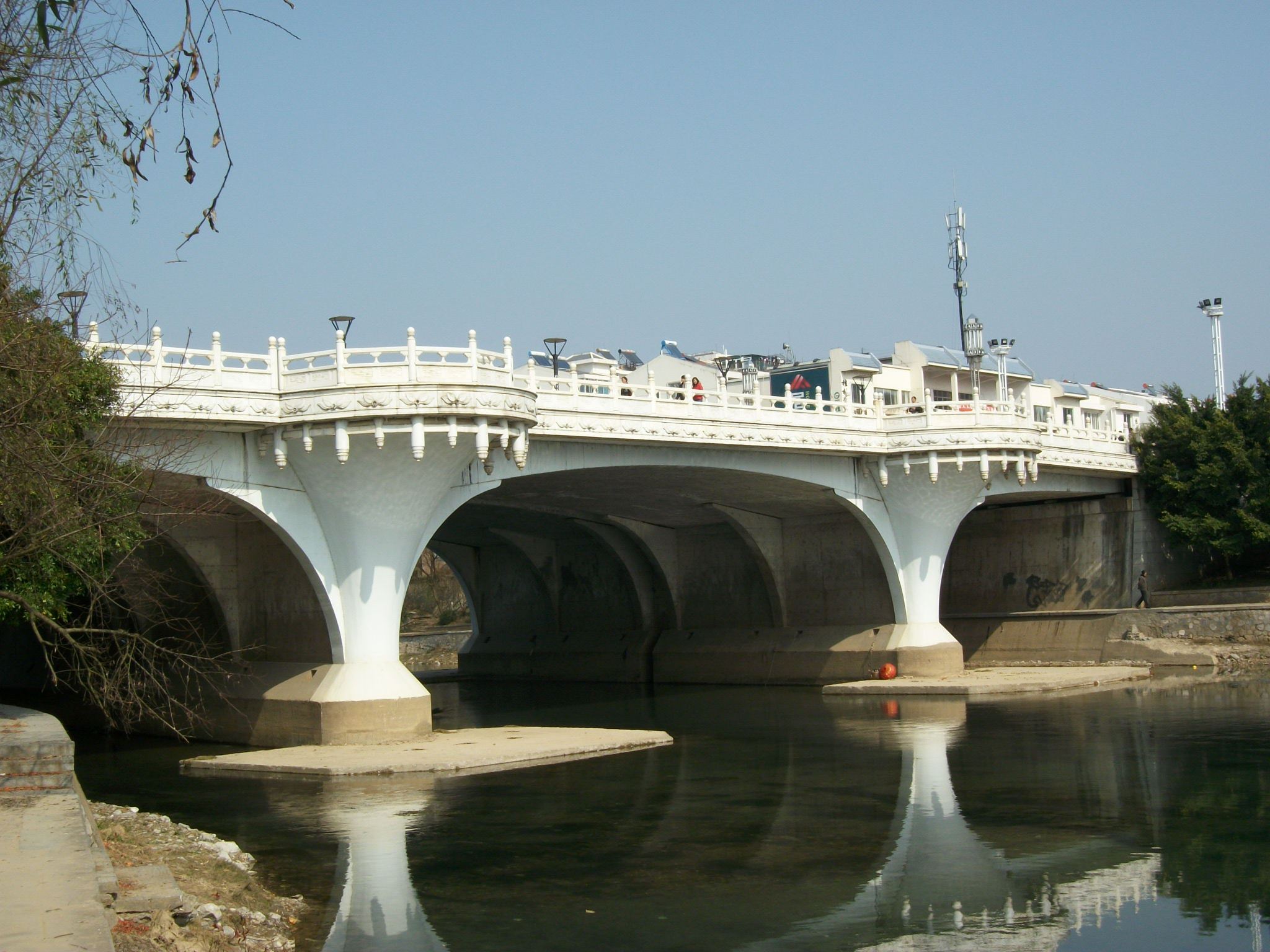
栖霞桥

## 历史
栖霞桥始建于1943年，建成后因为桥过小，后又经1957年、1963年、1974年三次改建最终形成了石墩木面桥，桥大约长60m、宽10m，5墩2台，桥面由沥青铺筑，荷载汽车10吨。2003年新桥又开始重建。

## 栖霞桥重建工程
因为原桥桥面窄、交通荷载低、老化破损严重、露筋严重、影响城市整体形象，市政府申请重建新桥。通过人大审议后，开始凑备重建。
新桥重建工程的范围起于穿山路与栖霞路交叉口，一直到建杆路与六合路交叉口，即整个栖霞路路段，对周围的房屋进行拆迁，并修建辅路等一些设施。该工程列入2003年桂林市的“双百工程”和为民办实事的民心工程。
2003年，新桥重建工程公开招投标中，中国建筑工程第八工程局中标，并确定长沙铁道学院建设监理公司为监理单位，桂林市市政综合设计院为设计单位，桂林市城市建设开发总公司则为业主单位。
当地政府对这项工程十分重视，从某种程度上讲它也代表了七星区的形象。施工单位原计划2004年10月完工，可是中途由于地质问题不得不重新修改计划。

### 地质问题
由于桥墩的基础所处的溶地质非常复杂，28号地质桩有一半在岩石上，一半悬空，为此往下试探了几十米可是仍然不能落地。为此经过多次讨论和实践后不得不修改原施工方案。改后的方案：在原28号桩的南北两侧各打一个桩，南桩约打25米深，北桩约40米深，然后在两桩之间搭建一个梁，以代替原来28号桩的作用。就因为这一个问题就停工了几个月，计划延迟到2005年2月完工。为了赶在除夕之前通车，工程单位不得不日夜施工，加快进度。2月7日上午终于建成通车。

### 经费
项目总投资概算经市计委审查批复为6758多万元，其中桥梁1574万元，概算1306万元；征地拆迁概算2656万元；其他勘探、测量、设计、检测、监理等概算701万元、预备费320万元。

## 现况
重建好的新桥为三跨刚构连续梁桥，长74m、宽35m（宽度是旧桥的３倍），设计荷载为城-A级（最大荷载70T），引道长471m，宽40m，双向四车道，约占整个栖霞路的2/3，能够充分满足道路交通和小东江行洪的需要，大大改善了七星区的交通环境和景观，为七星区的市民们和高校学子们提供了极大方便。

部分数据资料由桂林市市政公用事业管理局提供。